# オレンジ EP
『オレンジ EP』（オレンジ イーピー）は、松室政哉のインディーズEP。

## 解説
- 初の全国流通盤作品。また、インディーズ唯一のEP作品。
- 規格品番は、XNAU-00011。

## 収録曲
CD
1. オレンジ
  - 作詞・作曲・編曲：松室政哉
  - インディーズシングル「オレンジ」収録
  - SOU「BRAND REUSE NANBOYA」CMソング
  - 後にメジャーデビューEP「毎秒、君に恋してる」に収録された。
2. モノローグ
  - 作詞・作曲・編曲：松室政哉
3. 君は世界の中心だ
  - 作詞・作曲・編曲：松室政哉
4. 何でもない毎日
  - 作詞・作曲・編曲：松室政哉
  - 「ぐるなびウエディング」WEB CMソング
5. 写真少年の憂鬱
  - 作詞・作曲・編曲：松室政哉
  - インディーズシングル「オレンジ」収録
  - 鳥取市「すごい！鳥取市」 CMソング

## 演奏
- 松室政哉
  - Vocal, Chorus, Other Instruments
- あらきゆうこ
  - Drums (#1.3.5)
  - Percussions (#5)
- 相川雄太
  - Drums, Percussions (#2)
- 山口寛雄
  - Bass (#1.3.5)
- 植松慎之介
  - Bass (#2)
- 後藤秀人
  - Acoustic Guitar, Electric Guitar (#1.3.5)
  - 12 Strings Guitar (#5)
- TAIKING (Suchmos)
  - Acoustic Guitar, Electric Guitar (#2)
- 松浦はすみ (メロディーキッチン)
  - Piano, Organ, Clavinet (#2)